# Phlegopsis
Phlegopsis (miertimalia's) is een geslacht van vogels uit de familie Thamnophilidae (miervogels). Het geslacht telt drie soorten:
- Phlegopsis borbae –  Borbamiertimalia
- Phlegopsis erythroptera – Roodvleugelmiertimalia
- Phlegopsis nigromaculata – Roodoogmiertimalia